# Opus (Magazin)
OPUS ist ein Kulturmagazin für das Saarland und die Großregion, das seit Mai 2007 alle zwei Monate (Auflage 2025 6.000 Stück) im Verlag Saarkultur gGmbH erscheint. Herausgeber und Chefredakteur ist Kurt Bohr, sein Vorgänger u. a. auch als Chefredakteur war Klaas Huizing.

## Ausrichtung
Das Magazin sucht nach eigenen Angaben eine Mischung aus feuilletonistischer, landespolitischer Reflexion, kulturellen und historischen Hintergrundinformationen zu aktuellen Ereignissen in der Saar-Lor-Lux-Großregion und endet, insbesondere auch in der Online-Ausgabe, mit Veranstaltungshinweisen. Die Artikel erscheinen überwiegend in Deutsch, zum Teil auch in Französisch und Luxemburgisch.
Die Druckausgabe des Magazins war zunächst über weite Strecken Anzeigen-frei, was sich seit 2010 erkennbar ändert, indem Kulturveranstalter vermehrt Werbeanzeigen schalten.

## Aufmachung und Gliederung
Das Periodikum erscheint im Hochglanzpapier gedruckten Magazinformat. Die Hefte gliedern sich in die Rubriken Aktuelle Kunst, Musik, Baukunst, Literatur, Geschichte und Erinnerung Film, Kulturpolitik Modernes Leben und einem Schwerpunkt.